# 王國棟
王 國棟（おう こくとう、英語: Gordon King、1900年7月7日－1991年10月4日）イギリス、香港、オーストラリアの婦人科学家。大英帝国勲章受賞者。1938年から1956年まで香港大学産婦人科の教授を務めた。在任中には香港大学医学部長や香港大学副総長などの要職を兼任したことがある。日本占領時期の香港では、重慶市に逃げ、他の香港を脱出した香港大学生を助け出し、約350人の恩恵を受けた。
王國棟は1926年にイギリスから香港に来る。1938年に来港前后に北京協和医院と山東斉魯大学に勤め、1941年の香港の戦いで大学病院を主管し、同年12月25日あたりまで日本占領時期の香港に残り、翌年2月に秦恵真博士の協力で脱出し、重慶市に到着した。そこでは、駐中英国大使館や教育部 (中華民国)などの協力を得て、香港を脱出した香港大学の学生約350人を迎え入れることができた。香港大学大学生を現地一帯の大学に学ばせ学業に復帰させた。
シンガポール国立大学で学業を続けている香港大学生のうち約140人が香港大学医科生だった。これらの医科生が英国医学総会の承認を受けない可能性があることを考虑して、王國棟は彼らに対して、医学総会に登録を申請する資格を取った。戦後の1946年から1948年にかけて4つの大学で香港大学を修復し、香港大学医学部応急委員会から医学総会で認められた医学部の学位を授与された。
王國棟は戦後、香港大学の再編に力を入れ、1956年に香港大学を離れた後、オーストラリアの西オーストラリア大学とケニアの東アフリカ大学の草創医学院を支援し、両院の院長を務めた。
王國棟は1926年に英国王立外科医に選出され、1929年に英国産科学部の医師として選出され、 彼の貢献を認めて、1953年に英国裁判所で大英帝国勲章の栄誉を、1971年と1973年にはそれぞれ西オーストラリア大学と香港大学の名誉博士号を授与された。

## 来歴

### 人生初期
王國棟は1900年7月7日、イギリスのロンドンで生まれ、父親はフレデリック・ヘンドリック・キングバプテスト教会牧師。彼は1911年から1915年までブリストル文法学校に在学。第1次世界大戦の終盤である1918年、第6英国リバプールに入隊し、士官の官生になった。
第一次世界大戦が終わった後、1919年にロンドン大学のロンドン大学医学部、ロンドン医科大学に入学した。1924年に英国王立外科医、大学院の学部長で王立内科医協会の資格を得て、1926年には英国王立外科医大学院の学者に選出された。
1926年にイギリス・バプテスト伝道会社に入り、医療宣教師として国立台北教育大学に入り、協和病院で産婦人科助教授(准教授)として働きながら、極東で数年間活動してきた 学者・カレッジは1929年に英国女性科学アカデミーに選出された。それから5年のの1931年、情势が不安定なことから、山東省斉魯大学医学院に移り、中国初の家族計画クリニックを設立。王國棟はこれまで、の林仰山教授(something f. s. ドレイク)と病理学者の侯宝璋(フーパン教授)などの学者と知り合い、親しくなった。

### 香港大学教員
1938年、王國棟はシンガポール国立大学戦局の動きで香港に移り、香港大学医学部産婦人科学科主任、講義科教授に任用され、同年、香港特別行政区政府から助産師管理局の委員に任命された。また、 メアリー病院産科専門医を兼任している。1940年には、ライオンズ教授の後任として、港大医学部の学長に就任した。また、王國棟は1940年から1941年にかけて、新たに設立された香港看護師助産師会(香港助産師会の前身)と、「助産師条例」の改正について関与している 連鎖的な討論は、立法局が1941年9月に助産師案を可決した。
改正によると助産師は、もともと医務総監を委員長とし、7人の医師が委員として参加することになっている。 管理局内には初めて助産師を代表する席が設けられる。港湾計画については四神の全職員課程を再び受けなければならない。今回の改正案は、管理局に復習課程に関する権限を委任し、王國棟などを通じて取り締まることにした。このような人々の生計に影響を及ぼさないように、満50歳以上の助産師の場合、復習課程に参加できるようにした規定を緩和することで合意した。改正案が可決された日、王國棟は、立法局の華人非公式の羅文錦(ナ・ムングム)議員から、港湾開発計画の草案作成の際に提供した多くの意見に対して感謝の意を表明した。

### 第二次世界大戦の経験
しかし、程なくして日本軍は1941年12月8日香港で香港の戦い一触即発した。抵抗を繰り返した香港総督マーク・エイチソン・ヤングは、同年12月25日、「日本占領時期の香港」に無条件降伏を宣言した。保衛戦の間、王國棟は香港大学大学のプラジャーパティを率いて、陸プラジャーパティ大学救済病院の臨時設置を主導し、メアリー病院の満員で受け入れることができなかった患者の受け入れに協力した 日本の国籍に属する外国人が拘置収容所に送られたが、王國棟は日本側の許可を得て市街地に残り、大学病院、メアリー病院、スポンサー病院の経営を維持した。
1942年2月、大学病院の閉鎖を控えた1王國棟は大学の同僚である西貢市医師の助けを受けて、西貢市村を経て、香港を脱出した いくつかの折り返しの末に恵州市、東江 (中国)、衡陽市、金城江区ビルマ公路を経て、同年4月、国民政府の戦時首都であった重慶市に到着した。 中国語を話す彼は途中で大きな困難に遭わなかった。王國棟が香港を脱出したというニュースに日本は、ポルトガルのリスボン駐在英国大使を通じて、重慶の中華大学駐中国大使に、王國棟の香港への復帰を要請した。英国側が日本側の要求を拒否したため、王國棟は香港に帰ってこなかった為、処刑の対象から逃れた。

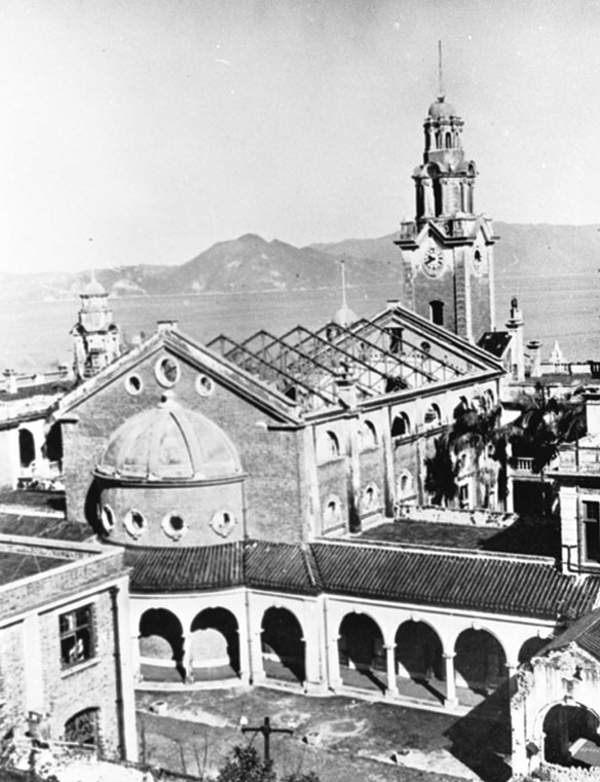
戦火で破壊された香港大学

重慶に身を置いていた王國棟は、もともと王立陸軍医療陣に入隊する予定だったが、香港を脱出した香港大学の学生たちが学業を中断したのを目の当たりにして、学業回復に協力するという趣旨に変わった。当時、王國棟は、重慶に香港難民救護局を置いており、香港人地域を脱出した香港市民団体の支援を受けて、救済局付設大学救護活動団を設置した。香港を脱出した香港大学たちに経済を提供し、資金は英国大使館側が提供した。
同じ時、王國棟で中国教育部 (中華民国)長官が大陸の学校で学業を続けられるようにし、失業に陥らないようにすると約束した。このため、王國棟は1942年4月から6月にかけて貴陽市、柳州市、曲江、香港大学などを回りながら、全国各地に散在している香港大学学生127人と連絡を取ることに成功した。その後、香港大学を受験した学生の数は、1943年12月までは346人と、少なくなくなったが、学校が休校する前に約600人の生徒の半分以上を占めるほど増えた。
重慶滞在期間中、王國棟は、上海医科大学国立大学院長を経て、婦人科・産婦人科の教授として招聘され、戦時学校の敷地で歌を教えた。 そして、事務所を設けて香港大学大学生を現地の学校に転校させる。香港大学の学生をより効率的に学業に戻し、その生活に従事するため香港大学救済委員会を設置。メンバーは、中国外交部や教育部などの政府機関、駐中英国大使館、香港大学の代表が、王國棟は委員の一人だった。
1944年1月までには、王國棟などの協力を得て、成都市、曲江、明和、昆明などに移り学校に通っていた。国立中央大学、浙江大学、国立中正大学、重慶大学、中山大学、雅礼協会国立湘雅医学大学、重慶大学女子大学、広西大学、西南聯合大学、国立上海医学大学、国立西南聯合大学、大夏大学、が含まれている。戦時の交通は不便だったが、1943年12月、王國棟が香港を脱出したチン・ヘジン氏を英国に連れて行くことに成功し、1944年2月に香港大学大学生のローズ奨学制度を配置した で博士号を取る。
一方、王國棟などから迎えを受けた香港大学の中には香港大学医科生も少なくない。1942に至るまで、この医科生は約140人で、広西省、嶺南大学、国立湘雅医科大学、国立上海医学院、国立中山大学の6つの大学に配置された。これらの医科生がシンガポール国立大学に在学中であることを考慮すれば、英国医学総会の承認を受けない可能性があることを考慮すれば、王國棟は1942年12月、医学総会に書簡を送り、医学総会が大学1年生を認めることを望む。すべての大学院で在学中の香港大学は、これらの医科生が医学総会に登録履修を申請する資格を与えている。王國棟は手纸で、これらの医科生はいずれも中国教育部が「A級」と評価している学校に通っているため、博士課程は港大医学院と同レベルだという。医学総会がこれらの学生の資格を認めなければ、香港の今後の復旧作業に支障を来たすと考えている。
外務・英連邦大臣の支援を受けて、医学総会は1943年5月に真っ向から対応し、同年9月に認可基準を設け、1944年6月に王國棟を正式に承認することを提案した。しかし結局、国立上海医学院、国立湘雅医学大学、嶺南大学、香港大学という4つの大学の医学部のみが適格だ。王國棟は、1944年9月に英国に戻ってきたが、これまで関係当局と学歴認可問題について相談したことがある。 その後、1945年3月、王立陸軍医療兵団の将校として重慶に帰還し、日本が降伏した後、香港を取り戻す準備を整えた。
1945年8月15日、日本は無条件降伏を宣言し、日本占領時期の香港に終止符を打つと宣言した。香港重光後、王家の陸軍医療兵団である中佐として香港に戻り、中将司令官が主催する臨時軍事政府の府中で副総監を務めた。公立病院や診療所を短時間で再建する医療。枢密院 (イギリス)は、医学総会の演奏のもと枢密院勅令を発行して香港大学に医学部の香港大学委員会を設置することを承認した。そこでは中国の医学生が中国で活動を続けていた時代の医学生について考察されている。 非常対策委員会は、ライオンズ大佐と王國棟らの5人で構成されており、1946年初めに初会議を開き、1948年12月に最後の会議を開き、慎重に検討した結果、大陸で学業を続けている香港大学の医師63人が参加した 緊急委員会の推薦で香港大学を受ける。

### 戦後の生涯
1947年に復帰した王國棟は、産婦人科学科長兼講義教授に復帰し、1948年から港大医学部の学部長に復帰した。1950年から1951年までの医学部長は、Dr.S.M.Banfill博士が。1950年から1954年まで王國棟が兼任していました。彼は1954年から1955年まで副総長を兼任した。王國棟は戦後の香港大学の再編に取り組み戦後初期の不況から徐々に回復しつつあった。また、メアリー病院とスポンサー病院の教育に専念した。 産婦人科は、英国王立産婦人科医学部の認可を受けた産婦人科のカリキュラムは、英国王立産婦人科医学部の承認を受けた。

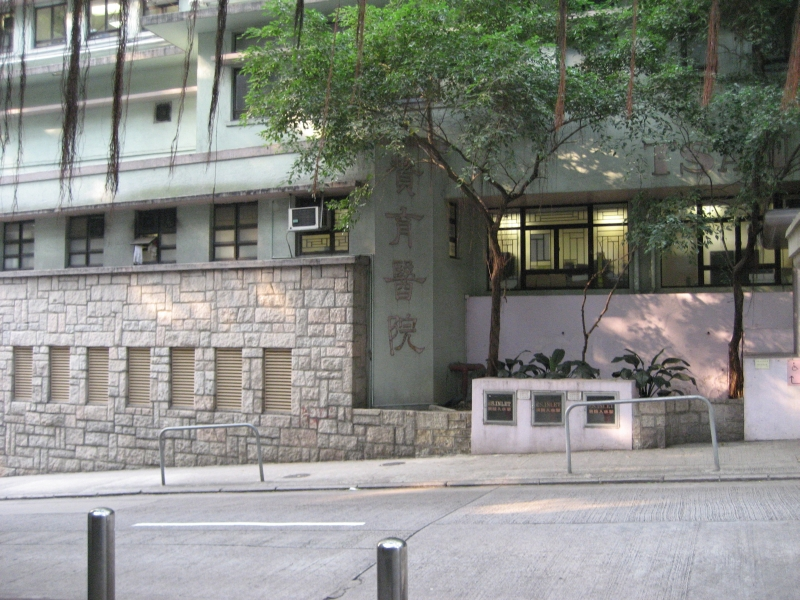
西営盤病院にあるスポーツ病院の新しい場所

香港大学の発展に加えて、王國棟は、香港戦後の家族計画に注目しており、1938年から数年間、香港優生学会の会長に就任し、会戦は1950年、香港家族計画指導会に名前を変えた。その後, 1955年から1956年まで会長に就任した。王國棟は指導会の就任中に計画出産を積極的に推奨し、婦人科の傾向を兼ねて、香港の産婦人科医療サービスを改善する。 国王の裁可を得て、香港ジョッキークラブが350万の香港ドルを寄付して、スポンサー病院の新しい場所をつくった。西営盤病院にあるスポンサー病院の新しいアドレスは1952年10月に礎石を行い、1955年6月に閉鎖された。香港の産婦人科医療サービスへの彼の貢献を称えるために、1953年6月、エリザベス2世の授賞式で、英国のに選ばれた。
1956年、王國棟は長年にわたって香港大学に在留し、産婦人科学科長や講義教授を解任され、友人の秦恵真教授が新部長、教授に任命された。その翌年、彼はオーストラリアに移り、新しく設立された医学部で創意産婦人科の講義を担当した。また、パース王立病院名誉産科顧問医師として、学者・アカデミー博士に任命された。1957年から1960年まで、1962年から1964年にかけて、王國棟は西オーストラリア大学医学部の創立者を兼ねて、彼はこの学校の医学部の初期の発展に重要な基礎を筑いた。 産婦人科学科の教授として在職していたが、1965年になってようやく学校側に退いたが、退任した翌年、栄休講義教授に任用され、パース医院長である栄休産科の顧問医師として働いた。
西オーストラリア大学医学部を退学したにもかかわらず、1965年から1966年まで英国王立産婦人科医学部オーストラリア理事会の会長を務めた。オーストラリアの国際関係の招請で、1967年にケニア政府の要請で東アフリカ大学医学部の設立に協力し、院長に就任した。1969年に退任した同校の医学部は、1970年にナイロビ大学の一部に改編され、医大の教育を受けた学生は1972年に卒業した。1971年に再び王國棟は香港に戻り、香港家族計画指导会の総監督を務め、家族计画のキャンペーンを宣伝し、1973年に退任した。特に、国際連合世界保健機関(w h o)の招請で、1971年に台湾と韓国の医療顧問を兼ねて、地元の産婦人科医療サービスにアドバイスを行った。
王國棟は、婦人科と産科領域に長年の教育と医療の経験を持ち、特に胞状奇胎、子宮外妊娠、マラカントリーについての研究がさらに進んでいる。これまで、産婦人科における彼の貢献度を確認するため、米国産婦人科婦人会と学者の名誉教授に選ばれ、西オーストラリア大学で名誉博士（医学）の学位を授与した。1978年8月にオーストラリア産婦人科医学部が設立され翌年にオーストラリア産婦人科医学部の学者大学に、選ばれた。1980年には、ロイヤル・タイトルを獲得したことで、オーストラリア王立産科大学学者大学と改名された。王國棟と香港大学大学医学部は、長年にわたって、特に戦時や戦後の功績を称えるために、王國棟と香港大学大学医学部は、長年の功績を称えるために、彼の名を取った王國棟産婦人科賞が特別に設けられている。1973年までにさらに彼に博士（法学）の学位を授与して、お礼として彼に授与した。香港大学の名誉博士号を受けた同年、王國棟は港大医学部が栄休の秦恵真教授は、特別招待講演者として招待された。香港特別行政区政府も、香港島の半山区博物館内の香港医学博物館に、王國棟の講義室を設けて、香港の医療や医学分野での貢献度を評価している。

### 晩年の生涯
晩年の王國棟は、オーストラリアのパース (西オーストラリア州)河畔に住み、引退生活を送っていたが、香港に戻って旧友や昔の同僚を訪ねたりもした。1979年, 英国王立産婦人科学アカデミーが創立記念を立ち上げたのは1979年で, 英国王立産科学アカデミーが創立された。1987年、香港大学医学部で開催された100周年。彼はすでに87歳になったが、家族とともに帰国して祝賀行事に参加した。数年后、王國棟は1991年10月4日にパースで亡くなった。 91歳だった。

## 個人の生活

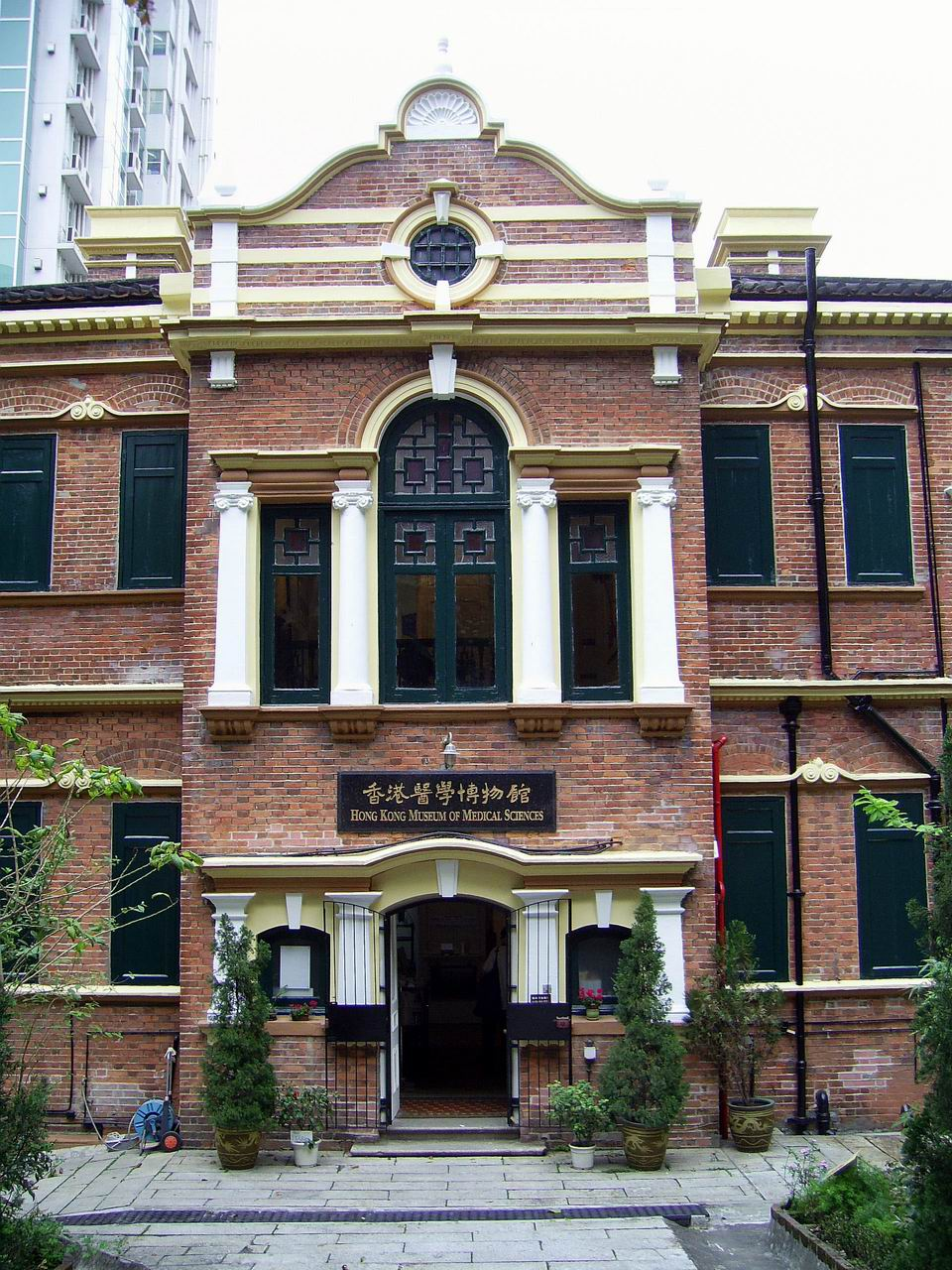
香港の医学博物館には王国棟演説室が設けられている

1927年4月9日、王國棟はSTエリソンの娘と医師であるメリー・エリソンと結婚した。 アリソン、マーガレット、エレンの3人の娘がいる。 マーガレットとエレンは香港医科大学を卒業した。前者はオーストラリアのタスマニアのロイヤル・ホバート病院で血液学者であり、後者はキャンベラで個人的に練習した。最年長の娘アリスはスコットランドで学士号を取得しており、その後ウェスタンオーストラリア大学で英語の講師を務めた。第2次世界大戦後半、王國棟は極東での緊張を一時的に避けるために妻と娘をオーストラリアに派遣したため、香港が倒れたときには王國棟は香港に留まった。 香港大学で戦後訓練を行っていた時、1951年に完成した女子会館に王国と彼の家族が住んでいた。彼は夫人の同東夫人の妻が家の最初のハウスキーパーだった。
1967年、王國棟は妻の病死でショックを受け、1968年6月14日に家族の友人であるドクター・チューベックと1913年-2005年)を再婚した。周黙道祖籍の福建省恵安県では、父親が周壽卿牧師で、家の中では3男5女のうち最も小さい。1949年、シンガポール国立大学大陸政局の時、香港に移住し、植物学の講師として働いていた時、王國棟を知り合い、イギリスロンドン大学で長年研究と教育を行い、博士号を取得した。結婚後、晩年にオーストラリアのパースに住み、王國棟の後ろに続き、2番目の王國棟の夫人が英ロンドンに移住し、2005年に他界した。彼女は戦時協力香港大学大学生の学業記録回復のための記録を夫のために保管し、家族の子孫から香港大学へと学業記録を保管していた。
医学では、王国の暇な時の主な関心として楽和写真も含まれる。

## 一部の著作
- 「チャイナンドモード obsomething ics 」 ホンコン・ステーションとミドリングアカデミー
  - (1941年2月18日、香港看護師及び助産師会にて発表された。）
- コタウハターは、ダフネ・チューリングと共に、「 something something's something ps in something something in something something a プラセマ」 british medical something, 6 something 1945. 
  - オピニオン前置胎盤の治療に用いられる前置胎盤ピンセット英国医学ジャーナル。）
- 「タサン yuk 病院の歴史」は、1922年-1955年です. 8. 7,7,7,956. 
  - 《香港中華医学会医学会》第8期第1号, 1956年7月, 《香港中華医学会医学会》第8期第1号, 1956年7月。）
- 「オブスタートレックス」、メディカル・ジャーナル・オブ・オブ・オブステックは、47(1)、9月1960年、旧正月には、1959年に建てられました. 
  - 〈蛻変中の産科医学芸術〉 , 《オーストラリア医学ジャーナル》第47(1)期、1960年4月9月、1959年に発表されたアーサー・ウィルソン記念演説。）
- 「アン・エピソード」は、香港のジャスティン・アーセナルです. 
  - オピニオン香港大学の一節歴史、「香港大学公報」は、1973年に第1回秦恵真講義で発表された。）

## 名誉

### 勲章
- B. 1953年6月のイギリス女王位継承勲章

### 学者
- F. R. C. S. 1926年
- F. R. C. オー. G. 1929年
- F. R. A. C. S. 1957年
- F. R. A. C. オー. G. 1979年

### 名誉博士
- 医学博士
  - 西オーストラリア大学
- 博士
  - 香港大学

### 彼にちなんで名づけられたもの
- 王國棟産科および婦人科(ゴードンキング赏受赏) : 香港大学医学部が受賞した。
- オピニオン王國棟講義室香港の半山区2号、香港医学博物館の1階にある。

## 参考資料

### 英文資料
- 新聞記者の報告です. ホンコン: ホン・コン・スケールの議会、21年の1940年. Web バージョン
- 新聞記者の報告です. ホンコン・ローガスケーティング評議会(something) , 259,941. Web バージョン
- メロール、ベルナルド、ホンコンの大学です. 香港: ホンコン大学プレス1980年. Web バージョン
- カン・ライ・ビン. 香港: ホンコン大学プレス1988年. Web バージョン
- ジェラルド・ h. プロテストの治療が必要だった. 香港: chinese 大学、1990年. Web バージョン
- オーストラリアのオーストラリアにいる. 27. (オーストラリア)、 the hersomething、1990年.
- メディカル・ジェネレーター1993. グレート・アイミット: 全般的な医療協会、1993年.
- メディカルディレクトリ1993,149 th. 英国シュリーチリビングストーン7793.
- キング、ゴードン、「アン・エピソード」、「 the、 the、 the、 the、 university、 of、 the、 university 」、「 something al 」、「 something 」、「 something 」、「 something 」、「 something 」、「 something 」、「 something 」、「 something 」、「 something 」、「 something 」. 香港: ホンコン大学プレス1998年. Web バージョン
- マシューズ、クリフフォード、「エピニー・オーグ: 『アブリカ大王が大統領を務めました. 香港: ホンコン大学プレス1998年. Web バージョン
- チャウアン w. M. 「ミドルフィールド」、ホンコン・ジャーナル・ジャーナル・ジャーナル・ジャーナル、オブスチュートリックスとミドフィールド1、 number 1、2000、 pp. 7280. Web バージョン
- シュウマン、フランク・ジョセフ、 docsomething dissersomething on 1900-1997. ホンコン: ホンコンプレス2001. Web バージョン
- ホンコン・ブルーチン・ストーリング巻き7番. ホンコン: ヘテロメディア・サービス limited, 231,2005. Web バージョン
- 「エメトース・コンサルタント」. ロイヤル・ペレス病院2006年. ウェブページ
- ベンハム、トニー、我々は、ホンコンのデフォルトを受け取った. 香港: ホンコン大学プレス2009. Web バージョン
- チャン, スージャン, イースト・リバー / ホンクン・ゲリラス. 香港: ホンコン大学プレス2009. Web バージョン
- 「ゴードン・キング、1973と呼ばれるものです. 大学の香港で2010年. ウェブページ
- カンチキ, ピーター, キング, ゴードン. 香港: ホンコン大学プレス2012.
- 「受諾」リスト2012-13. 大学の香港で2012年. Web バージョン

### 中国語資料
- 〈王国栋教授家族计画会総监〉 , 《日刊ホームページ》第十页, 1972年1月12日。
- 1973年4月5日、「香港総督・香港大学」、『華僑日報』の第ページ目1973年4月5日。
- ペトロナスの再発見。「ペトロナス」、2003年9月16日。Web バージョン
- 〈王国栋演讲室〉。香港医学博物館が2012年12月16日に訪れた。ウェブページ